# David Timor
David Timor Copoví (Carcagente, Valencia, 17 de octubre de 1989) es un futbolista español. Juega de centrocampista y su club es el F. C. Goa de la Superliga de India.

## Trayectoria
Formado en la cantera del Valencia, llegó hasta el Valencia Mestalla en 2008. Tras dos años en el filial valenciano fichó por C. A. Osasuna, jugando un primer año en el filial debutando ese mismo año en un partido en el Camp Nou. Tras dos temporadas seguidas en el primer equipo, fue cedido un año al Girona F. C. en Segunda División.
A su vuelta de cesión rescindió su contrato para marchar al Real Valladolid C. F. Tras temporada y media en Pucela, en enero de 2016 fichó por el C. D. Leganés. En agosto de 2017 cambió de club de nuevo, volviendo al Girona F. C., recién ascendido a Primera División.
En la temporada 2018-19 llegó a jugar el primer partido de liga ante el Real Madrid, pero el 31 de agosto rescindió su contrato con el club catalán para fichar por cuatro años con la U. D. Las Palmas Las Palmas en Segunda División. Solo cumplió uno de ellos, marchándose el 29 de agosto de 2019 al Getafe C. F.
El 21 de enero de 2022 rescindió su contrato con el club azulón después de haber vestido su camiseta en setenta ocasiones. Ese mismo día se incorporó a la S. D. Huesca para las siguientes dos campañas y media. En julio de 2023, tras año y medio en el equipo y más de cincuenta partidos disputados, llegaron a un acuerdo para su desvinculación. Unos días después firmó hasta 2025 por el C. D. Eldense que acababa de ascender a la Segunda División.
El 31 de julio de 2025 se unió al F. C. Goa para la temporada 2025-26 de la Superliga de India.

## Estadísticas

### Clubes
Actualizado al último partido disputado en la temporada 2024-25.
| Club                             | Div.          | Temporada     | Liga  | Liga  | Copa  | Copa  | Internacional | Internacional | Total | Total |
| Club                             | Div.          | Temporada     | Part. | Goles | Part. | Goles | Part.         | Goles         | Part. | Goles |
| -------------------------------- | ------------- | ------------- | ----- | ----- | ----- | ----- | ------------- | ------------- | ----- | ----- |
| Valencia C. F. Mestalla · España | 2.ª B         | 2008-09       | 17    | 2     | ―     | ―     | ―             | ―             | 17    | 2     |
| Valencia C. F. Mestalla · España | 2.ª B         | 2009-10       | 32    | 2     | ―     | ―     | ―             | ―             | 32    | 2     |
| Valencia C. F. Mestalla · España | Total club    | Total club    | 49    | 2     | 0     | 0     | 0             | 0             | 49    | 2     |
| C. A. Osasuna "B" · España       | 2.ª B         | 2010-11       | 30    | 7     | ―     | ―     | ―             | ―             | 30    | 7     |
| C. A. Osasuna "B" · España       | Total club    | Total club    | 30    | 7     | 0     | 0     | 0             | 0             | 30    | 7     |
| C. A. Osasuna · España           | 1.ª           | 2010-11       | 1     | 0     | 0     | 0     | ―             | ―             | 1     | 0     |
| C. A. Osasuna · España           | 1.ª           | 2011-12       | 24    | 0     | 3     | 0     | ―             | ―             | 27    | 0     |
| C. A. Osasuna · España           | 1.ª           | 2012-13       | 16    | 1     | 3     | 0     | ―             | ―             | 19    | 1     |
| C. A. Osasuna · España           | Total club    | Total club    | 41    | 1     | 6     | 0     | 0             | 0             | 47    | 1     |
| Girona F. C. · España            | 2.ª           | 2013-14       | 36    | 7     | 3     | 1     | ―             | ―             | 39    | 8     |
| Real Valladolid C. F. · España   | 2.ª           | 2014-15       | 35    | 5     | 3     | 1     | ―             | ―             | 38    | 1     |
| Real Valladolid C. F. · España   | 2.ª           | 2015-16       | 18    | 0     | 0     | 0     | ―             | ―             | 18    | 0     |
| Real Valladolid C. F. · España   | Total club    | Total club    | 53    | 5     | 3     | 1     | 0             | 0             | 56    | 6     |
| C. D. Leganés · España           | 2.ª           | 2015-16       | 17    | 2     | 0     | 0     | ―             | ―             | 17    | 2     |
| C. D. Leganés · España           | 1.ª           | 2016-17       | 24    | 2     | 1     | 0     | ―             | ―             | 25    | 2     |
| C. D. Leganés · España           | 1.ª           | 2017-18       | 0     | 0     | 0     | 0     | ―             | ―             | 0     | 0     |
| C. D. Leganés · España           | Total club    | Total club    | 41    | 4     | 1     | 0     | 0             | 0             | 42    | 4     |
| Girona F. C. · España            | 1.ª           | 2017-18       | 17    | 2     | 2     | 0     | 0             | 0             | 19    | 2     |
| Girona F. C. · España            | 1.ª           | 2018-19       | 2     | 0     | ―     | ―     | ―             | ―             | 2     | 0     |
| Girona F. C. · España            | Total club    | Total club    | 55    | 9     | 5     | 1     | 0             | 0             | 60    | 10    |
| U. D. Las Palmas · España        | 2.ª           | 2018-19       | 35    | 1     | 0     | 0     | ―             | ―             | 35    | 1     |
| U. D. Las Palmas · España        | 2.ª           | 2019-20       | 2     | 0     | ―     | ―     | ―             | ―             | 2     | 0     |
| U. D. Las Palmas · España        | Total club    | Total club    | 37    | 1     | 0     | 0     | 0             | 0             | 37    | 1     |
| Getafe C. F. · España            | 1.ª           | 2019-20       | 22    | 3     | 2     | 0     | 7             | 0             | 31    | 3     |
| Getafe C. F. · España            | 1.ª           | 2020-21       | 30    | 0     | 1     | 0     | ―             | ―             | 31    | 0     |
| Getafe C. F. · España            | 1.ª           | 2021-22       | 7     | 0     | 1     | 0     | ―             | ―             | 8     | 0     |
| Getafe C. F. · España            | Total club    | Total club    | 59    | 3     | 4     | 0     | 7             | 0             | 70    | 3     |
| S. D. Huesca · España            | 2.ª           | 2021-22       | 17    | 0     | ―     | ―     | ―             | ―             | 17    | 0     |
| S. D. Huesca · España            | 2.ª           | 2022-23       | 35    | 0     | 1     | 0     | ―             | ―             | 36    | 0     |
| S. D. Huesca · España            | Total club    | Total club    | 52    | 0     | 1     | 0     | 0             | 0             | 53    | 0     |
| C. D. Eldense · España           | 2.ª           | 2023-24       | 37    | 1     | 0     | 0     | ―             | ―             | 37    | 1     |
| C. D. Eldense · España           | 2.ª           | 2024-25       | 30    | 0     | 3     | 0     | ―             | ―             | 33    | 0     |
| C. D. Eldense · España           | Total club    | Total club    | 67    | 1     | 3     | 0     | 0             | 0             | 70    | 1     |
| Total carrera                    | Total carrera | Total carrera | 484   | 35    | 23    | 2     | 7             | 0             | 514   | 37    |